# Padum

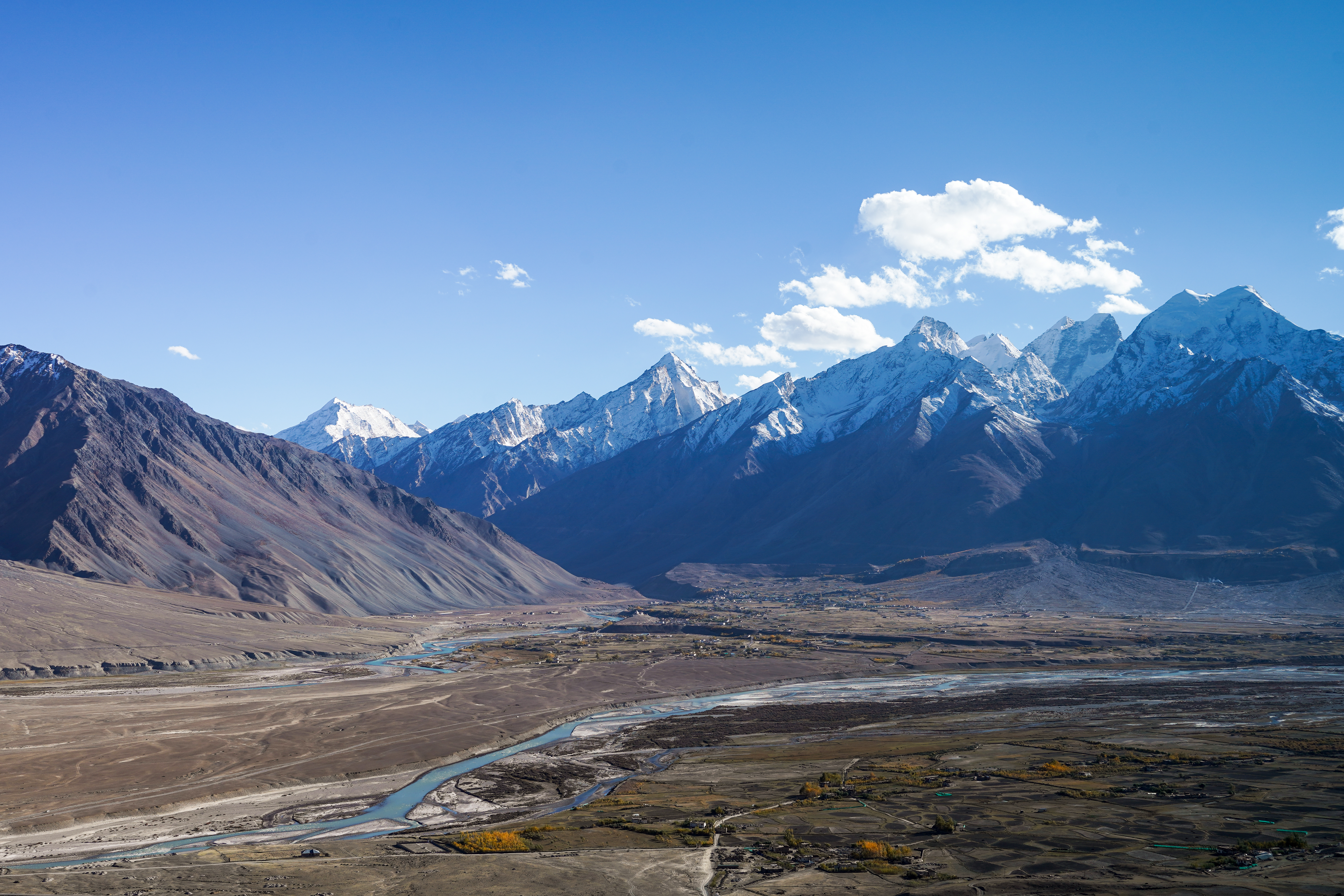
Padum, depuis le monastère de Karsha. Deux affluents du Zanskar (rivière), le Doda et le Tsarap, s'écoulent dans la vallée. Tandis que Padum est à 3660 m, les montagnes à l'arrière culminent à 6000 m. Octobre 2022.

Padum dont le nom est tiré de Padmasambhava est la ville et le centre administratif du Zanskar, dans le territoire du Ladakh, dans le nord de l'Inde. Il était autrefois, avec Zangla, l'une des deux capitales du Royaume de Zanskar. Elle est située à 240 km, par la route, de Kargil, le centre du District de Kargil.

## Géographie
La population de Padum est d'environ 13 459 personnes. Le cœur traditionnel du village se trouve sous le gompa et le palais khar (aujourd'hui en ruines) où deux grands chortens se dressent au-dessus de vieux bâtiments. Une route a été construite en 1980 à partir de NH1, Kargil sur Pensi La tandis que la route de Darcha est encore à mi-chemin. Padum possède plusieurs hôtels, séjours chez l'habitant et restaurants destinés aux touristes. Elle possède également un bureau de poste, des cybercafés et des cabines téléphoniques. Padum est au centre de la vallée du Zanskar à trois bras. Il y a plusieurs villages au nord-est de Padum menant au monastère de Karsha,.